# I Spy
Pour la série télévisée nommée I Spy en version originale, voir Les Espions (série télévisée).
I Spy est une série de livres pour enfants, commencée en 1992 et éditée par Scholastic.

## Concept
Les textes sont écrits par Jean Marzollo et qui sont illustrés par les photographies de Walter Wick. Chaque livre se compose d'énigmes correspondant à des objets que les enfants doivent trouver dans les images.
La collection totalise une cinquantaine de titres édités.

## Adaptations en jeu vidéo
La série a connu de nombreuses adaptations en jeu vidéo :
PC
- I Spy (1997)
- I Spy Junior (1999)
- I Spy Spooky Mansion (1999)
- I Spy School Days (2000)
- I Spy Junior Puppet Playhouse (2000)
- I Spy Treasure Hunt (2001)
- I Spy Fantasy (2003)
- I Spy Spooky Mansion Deluxe (2005)
- I Spy Mystery (2006)
- I Spy Fun House (2007)

Game Boy Advance
- I Spy Challenger! (2002)

Nintendo DS
- I Spy Fun House (2007)
- I Spy Universe (2010)
- I Spy Castle (2011)

Wii
- Ultimate I Spy (2008)
- I Spy Spooky Mansion (2010)

iOS
- I Spy Riddle Race (2009)
- I Spy Spooky Mansion (2009)
- I Spy Arcade: Match Attack (2011)

Leapster
- I Spy Challenger
- I Spy Treasure Hunt

iDVD
- I Spy Treasure Hunt
- I Spy Spooky Mansion
- I Spy Fantasy

Tag
- I Spy Imagine That!